# رالف تشابلن
رالف تشابلن (بالإنجليزية: Ralph Chaplin) (و. 1887 – 1961 م) هو كاتب أغاني، وشاعر، وصحفي، ونقابي، ومحرر أمريكي، توفي عن عمر يناهز 74 عاماً.

## روابط خارجية
- رالف تشابلن على موقع ميوزك برينز (الإنجليزية)
- رالف تشابلن على موقع ديسكوغز (الإنجليزية)